# Chacabuco (1853)
El bergantin goleta Chacabuco fue un buque del Estado de Buenos Aires que participó de las acciones iniciales de la Guerra entre la Confederación Argentina y el Estado de Buenos Aires.
Armada Argentina.

## Historia
El bergantín mercante de matrícula del puerto de Buenos Aires Virgen, propiedad de Vicente Casares e Hijos, de construcción robusta en madera reforzada en hierro y forrada en cobre, 
fue comprado por el Estado de Buenos Aires el 28 de enero de 1853 por gestión del Comisionado de Marina Mariano Casares en la suma de 5000 pesos fuertes.
Tras variar su aparejo al de goleta y montar 1 cañón giratorio de a 16, 2 de 12 y 2 de 10, al mando de Rafael Pittaluga y con una tripulación de 57 hombres, fue integrado a la escuadra como bergantín goleta Chacabuco.
Integró la escuadra que al mando de Floriano Zurowski luchó en el Combate de Martín García del 18 de abril de ese año. El día 17 por la tarde la escuadra debió fondear cerca de la isla y esperar al Chacabuco, eligiendo Zurowski una posición que le permitía escasa maniobrabilidad. En la mañana del 18 la Chacabuco formó en el flanco norte de la línea porteña. Con el lugre 11 de Septiembre fueron los primeros en hacer fuego. Una descarga del bergantín nacional Maipú comandado por José María Cordero causó enormes destrozos, causando gran número de muertos y heridos, incluyendo al comandante, y destruyendo el pique de la vela mayor por lo que el Chacabuco se alejó de la lucha.
Rendidos el 11 de Septiembre y el bergantín Enigma, insignia al mando directo de Guillermo Turner, Zurowski pasó a la Santa Clara (José Murature) y con el pailebot 9 de Julio (Simón Fidanza) y el bergantín goleta Mayo permaneció en espera de reunirse con la Chacabuco pero al comprobar que permanecía lejos la situación "hizo estremecer aún la valiente tripulación de la Santa Clara e hízola abandonar la idea de volver al combate a pesar de los esfuerzos de la oficialidad" por lo que decidió entonces volver con los buques restantes a Buenos Aires, huyendo aguas abajo por encima de los bancos.
El Chacabuco estaba tan dañado que tras ser reconocido por los vencedores fue abandonado a su suerte con muertos y heridos a bordo.
Conocido el día 20 el parte de Zurowski, el gobierno resolvió comprobar su situación. Con el apoyo de embarcaciones menores consiguió entrar al Riachuelo el 25 de abril de 1853, pasando a desarme y siendo dado de baja de la armada.
El 6 de octubre de 1853 fue vendido a Bernardo Delfino quien lo renombró Porteño. Anulada la venta, fue vendido a Vicente Casares.